# Харківський фізико-хіміко-математичний інститут
Харківський фізико-хіміко-математичний інститут (ХФХМІ) — вищий навчальний заклад у Харкові, який існував у 1930—1933 роках. Утворився внаслідок реорганізації Харківського інституту народної освіти. До складу інституту увійшли фізичний та математичний факультети ХІНО, також був створений хімічний факультет, який був найбільшим в інституті, на ньому навчалося 360 студентів. Директором інституту став колишній ректор ХІНО Яків Блудов. 
Навчання тривало чотири роки, випускники не здавали держекзамени та не писали дипломних робіт. Викладання базувалося на лабораторно-бригадному методі навчання.
У 1933 році, був відновлений Харківський державний університет внаслідок об'єднання Фізико-хіміко-математичного інституту та Інституту професійної освіти. 